# Christian Vittori
Christian Manuel Vittori Muñoz (Osorno, 13 de octubre de 1966) es un profesor, administrador público y político chileno. Ofició como alcalde de Maipú entre 2012 y 2016 y como concejal de la misma comuna en el periodo 2008-2012. En 2016, tras verse involucrado en una investigación por corrupción, cesó su militancia en el Partido Demócrata Cristiano.

## Biografía
Nació en Osorno en 1966, hijo de Carlos Vittori, trabajador del Banco Osorno y la Unión, y Berta Muñoz, funcionaria de la Polla Chilena de Beneficencia. Al año siguiente su familia se traslada a Santiago, pasando su infancia en la Villa Cuatro Álamos de Maipú.
Estudió en el Trinity College y en el Liceo A-73 (actual Liceo Santiago Bueras), ambos de Maipú. Posteriormente ingresó a la Universidad de Los Lagos en Osorno, donde se tituló de profesor de Estado en Biología. Fue presidente de la Federación de Estudiantes de su universidad. Posteriormente realizó un magíster en Gerencia Pública en la Universidad de Santiago.
Está casado con Pamela Riquelme Loyola, con quien tiene una hija.
Luego de egresar trabajó en la Municipalidad de Puyehue como director de la Secretaria Comunal de Planificación (SECPLA) y secretario municipal. Posteriormente, fue director de Desarrollo Comunitario (DIDECO) y luego defensor ciudadano en la Municipalidad de Maipú, mientras Herman Silva era alcalde de la comuna. Ha ejercido como profesor de la carrera de Trabajo Social en la Universidad Autónoma de Chile.

## Carrera política
En las elecciones municipales de 2008 fue elegido concejal de Maipú por el periodo 2008–2012. En dicha gestión presidió la Comisión de Finanzas del Concejo Municipal.
En las elecciones municipales de 2012 fue elegido alcalde de Maipú, asumiendo el 6 de diciembre de ese año. En marzo de 2014 asumió como presidente de la Asociación Chilena de Municipalidades (AChM), cargo al cual renunció en mayo de 2015. En abril de 2015 asumió como miembro de la Comisión Asesora Presidencial para el estudio de un nuevo Sistema de Evaluación de Impacto Ambiental (SEIA), convocada por la presidenta Michelle Bachelet.
No resultó reelegido en las elecciones municipales de 2016, perdiendo ante la candidata de Chile Vamos Cathy Barriga. El 18 de noviembre presentó su renuncia al cargo —que se extendía hasta el 6 de diciembre— con el objeto de cumplir con el requisito legal para eventualmente ser candidato en las elecciones parlamentarias de 2017.

## Controversias
Desde 2015 ha sido investigado por supuestas irregularidades en las licitaciones de recolección de basura bajo su gestión. En abril de ese año sus oficinas fueron allanadas por la Policía de Investigaciones en búsqueda de antecedentes. En mayo, el Consejo de Defensa del Estado se querelló contra Vittori y Luis Plaza, alcalde de Cerro Navia, por lavado de activos. Por ello, renunció a la presidencia de la AChM. En marzo de 2016 su partido anunció que no lo apoyaría en las elecciones municipales de 2016, por lo que también renunció a su militancia en el Partido Demócrata Cristiano, y se presentó a la reelección como candidato independiente.

## Historial electoral

### Elecciones municipales de 2008
- Elecciones municipales de 2008, por el concejo municipal de Maipú[15]

(Se consideran sólo candidatos con más 1,7% de los votos)
| Candidato                   | Pacto                    | Partido | Votos  | %     | Resultado |
| --------------------------- | ------------------------ | ------- | ------ | ----- | --------- |
| Herman Silva Sanhueza       | Concertación Democrática | PDC     | 14 065 | 11,14 | Concejal  |
| Marcelo Torres Ferrari      | Alianza                  | RN      | 10 691 | 8,47  | Concejal  |
| Carlos Jara Garrido         | Concertación Progresista | PPD     | 6442   | 5,10  | Concejal  |
| Antonio Neme Fajuri         | Alianza                  | UDI     | 6047   | 4,79  | Concejal  |
| Carolina Lizama Villar      | Alianza                  | UDI     | 5422   | 4,30  |           |
| Mauricio Ovalle Urrea       | Concertación Democrática | PDC     | 5234   | 4,15  | Concejal  |
| Christian Vittori Muñoz     | Concertación Democrática | PDC     | 5154   | 4,08  | Concejal  |
| Patricia Irribarra Torres   | Concertación Democrática | ILC     | 5053   | 4,00  |           |
| Marcela Silva Nieto         | Concertación Democrática | PS      | 4934   | 3,91  | Concejal  |
| Hernán Calderón Ruiz        | Concertación Democrática | PS      | 4778   | 3,79  |           |
| Carlos Richter Borquez      | Alianza                  | RN      | 4436   | 3,51  | Concejal  |
| Carol Bortnick De Mayo      | Concertación Progresista | ILF     | 4334   | 3,43  | Concejal  |
| Jaime Faundez Arancibia     | Concertación Democrática | PDC     | 3682   | 2,92  |           |
| Leonor Benavides Morgan     | Alianza                  | RN      | 2924   | 2,32  |           |
| Gabriela Chávez Rodríguez   | Concertación Progresista | PPD     | 2846   | 2,25  |           |
| Alejandro Sáez Vargas       | Alianza                  | RN      | 2657   | 2,11  |           |
| Leonardo Parada Ferrada     | Alianza                  | UDI     | 2494   | 1,98  |           |
| Cristian Rubio Haring       | Concertación Democrática | PS      | 2260   | 1,79  |           |
| Nadia Ávalos Olmos          | Juntos Podemos Más       | PC      | 2210   | 1,75  | Concejal  |
| José Salvador Ruiz Figueroa | Por un Chile Limpio      | PRI     | 2150   | 1,70  |           |

### Elecciones municipales de 2012
- Elecciones municipales de 2012, para la alcaldía de Maipú[16]

| Candidato               | Pacto                          | Partido | Votos  | %     | Resultado |
| ----------------------- | ------------------------------ | ------- | ------ | ----- | --------- |
| Christian Vittori Muñoz | Concertación Democrática       | PDC     | 60 746 | 53,27 | Alcalde   |
| Joaquín Lavín León      | Coalición                      | UDI     | 38 946 | 34,14 |           |
| Claudia Mix Jiménez     | Más Humanos                    | MAS     | 10 977 | 9,62  |           |
| Pedro Albornoz Vallejos | Regionalistas e Independientes | ILB     | 3381   | 2,97  |           |

### Elecciones municipales de 2016
- Elecciones municipales de 2016, para la alcaldía de Maipú[17]

| Candidato                 | Pacto                        | Partido       | Votos  | %     | Resultado |
| ------------------------- | ---------------------------- | ------------- | ------ | ----- | --------- |
| Cathy Barriga Guerra      | Chile Vamos                  | Independiente | 35 283 | 36,29 | Alcaldesa |
| Christian Vittori Muñoz   | Independiente                | Independiente | 30 519 | 31,39 |           |
| Freddy Campusano Cerda    | Nueva Mayoría                | DC            | 17 029 | 17,52 |           |
| Claudia Mix Jiménez       | Poder Ecologista y Ciudadano | Independiente | 10 989 | 11,30 |           |
| Sandra Uribe Flores       | Pueblo Unido                 | Independiente | 2 220  | 2,28  |           |
| Valdemar Sanhueza Yevenes | Justicia y Transparencia     | UPA           | 1 179  | 1,21  |           |